# Daruszentmiklós
Daruszentmiklós község Fejér vármegyében, a Dunaújvárosi járásban, Dunaújvárostól 23 kilométerre.

## Fekvése
Fejér vármegye délkeleti részén, Dunaföldvártól északnyugatra található település, a városból Seregélyesig vezető 6228-as út mentén. A 6228-as út csak Kisszentmiklós nevű településrészét érinti, a település tulajdonképpeni központján, Daruhegyen csak a 62 123-as út húzódik végig.
Dunaföldvár és Nagykarácsony egyaránt 8,5, Mezőfalva 9, Solt pedig 15 kilométer távolságra található.

## Története
A község területének régmúltjáról
Daruszentmiklós vidéke, illetve Mezőföld délkeleti része ősidők óta lakott terület volt. A régészeti leletek szerint az ókorban éltek itt a kelták, a rómaiak, majd néhány évtizedig a hunok is. A honfoglalás előtt, a 8. században az Avar Birodalom központi területéhez tartozott nagyrészt avar lakossággal, melyet itt találtak a honszerző magyarok.
A honfoglalás után a vidék magyar fejedelmi szálláshely, azután pedig királyi birtok lett. Az itt kialakult Árpád-kori magyar falvakat a tatárdúlás pusztította el 1242-ben. A tatárjárás után az elnéptelenedett alföldi tájakra és e területre is kunokat telepítettek. Itt alakították ki az egyik kunkapitányságot Hantos-szék központtal. IV. Béla király és utódai a kunoknak juttatott földbirtokért cserébe a kereszténység felvételét, falvak (szállások) építését valamint katonai szolgálatot követeltek. Egy 1417-ben kelt oklevél felsorolja az ide tartozó kun falvakat, szállásokat. Ezek egyebek között Előszállás, Karácsonyszállás, Perkáta és Újszállás , amely a Vásáros Boldogasszony tiszteletére felszentelt templommal is rendelkezett.
A kunszállások lakói főleg legeltető állattenyésztéssel foglalkoztak, de halásztak, vadásztak is. A mezőföldi kun népesség lassan betagozódott a magyar társadalomba, felvette a kereszténységet és átvette a földművelést, de a török időkig megőrizte viszonylagos önállóságát.     
A mohácsi vereség után a vidék a török hadak felvonulási útvonalába esett, majd 150 esztendeig török uralom alá került. A hadjáratok pusztításai és a többfelé adóztatás miatt Előszállás, Karácsonyszállás és Újszállás maradék lakói békésebb területekre, az ország nyugati vármegyéibe menekültek. Helyükre abban az időben rácok (szerbek) költöztek.

### Daruhegy története
A török kiűzése után a 18. században, az egykori kunkapitányság 42 ezer holdas területe már a ciszterci rend zirci apátságának a földbirtoka volt. 
Az uradalom itteni központját Előszálláson alakították ki, ám a területét sokáig csak birkanyájak legeltetésére használták. A földbirtokra annak megművelése céljából, az egykori Újszállás helyén található Újmajorba főleg német nemzetiségű jobbágyokat telepítettek és 1811-ben megalapították Herczegfalva – a mai  Mezőfalva – községet.
1860-tól Előszállás és környéke is Herczegfalvához csatlakozott, ezután Herczegfalva a zirci apátság előszállási uradalmához tartozó településeknek (Előszállás, Nagykarácsonyszállás, Ménesmajor, Nagyvenyim és számos kisebb major) a közigazgatási központja lett.
Daruhegy - a település 19. századi elődje - abban az időben egy külterületi lakott hely volt, amely a zirci apátság előszállási uradalmának területén, illetve Herczegfalva község határában feküdt.    
Korabeli lakóinak nagyobb része szegény, föld nélküli zsellérként közvetlenül nem függött az uradalomtól, ugyanakkor munkalehetőséget (napszám, vagy idénymunkát) elsősorban az uradalomtól remélhetett.
Az uradalmi településeken élők csapatokba szerveződtek a nagyobb idénymunkák elvégzéséhez. Ilyen munka volt a kukoricakapálás, a cukorrépa egyelése valamint az aratás is.
Az 1897-évi országos aratósztrájk idején a herczegfalvi és a daruhegyi aratók béremelést követelve letették a munkát. A sztrájkolók vezetője és szószólója Vörös István daruhegyi lakos volt. Követeléseiket nem teljesítették, ugyanakkor aratógépeket vásároltak és alföldi aratókat hoztak a sürgős munka elvégzésére.
A 20. század első éveiben, a gyors népességnövekedés, a munkalehetőség csökkenése és a megélhetési nehézségek miatt erről a környékről is sokan kivándoroltak Amerikába.
A daruhegyiek elégedetlensége 1922-ben bontakozott ki újra, melynek oka a részleges a szegényparasztok számára elégtelen földreform volt.

### Daruszentmiklós megalakulása
1927 októberében Herczegfalvától különvált Előszállás, a környező pusztákkal (Daruhegy, Ménesmajor, Kiskarácsony, Nagykarácsony és több major) egy községet alkotva, önállósult. Az összes lakosság ekkor 3680 fő volt.
Előszállás elöljáróságába Daruhegyből egy tagot választottak. A 20. század közepére a falu és a fehérvári út között még két lakóterület alakult ki: Dánieltelep és Kisszentmiklós.
A települések sajátosságaiból és az itt lakók évszázadok óta nehéz szociális helyzetéből adódóan az iskoláztatás hosszú ideig rendszertelen volt, csupán a 20. század első felétől valósult meg e pusztákon a kötelező népoktatás.
1913-ban adták át Daruhegyen az első osztatlan, egy tantermes iskolát. 1930-ban készült el a Dánieltelep máig is szép iskolaépülete, a „Klebelsberg-kúria”. 1960-ban mellette építették fel a „nagyiskolát”, amelyet az 1980-as évek elején bővítették és korszerűsítették. A nyolc osztályos községi iskola Benedek Elek nevét vette fel és 2008-tól a mezőfalvi általános iskola tagintézménye.
A második világháború és a földreform befejezése után Előszállás külső településeinek a lakosságnövekedése felgyorsult. Daruhegy népessége már 1946-ban meghaladta az 1200 főt. Az ott élők önálló község szervezését kezdeményezték, de a céljuk csak több mint fél évszázad után valósult meg. Daruszentmiklós a 2002. évi önkormányzati választásokkal alakult önálló településsé, az Előszállásból kivált község ekkor választott először saját polgármestert és önkormányzati képviselő-testületet.
Az önálló Daruszentmiklós három kisebb településrészt foglal magába: Daruhegyet, Dánieltelepet és Kisszentmiklóst.  
A község napközi otthonos óvodával, nyolc osztályos általános iskolával, valamint önálló orvosi rendelővel és védőnői szolgálattal rendelkezik. Az önkormányzat, illetve a polgármesteri hivatal legfontosabb feladatai a helyi ügyek intézése és a meglévő közösségi intézmények működésének biztosítása.
A Dunaújvárostól 23 kilométerre lévő településen többségben mezőgazdasággal, kereskedelemmel foglalkozó, valamint néhány szakipari tevékenységet folytató vállalkozás van.
A falu határán átívelő M6-os autópálya közvetlen kapcsolatot biztosít az ország távoli térségeivel. Daruszentmiklós lélekszáma 2011. elején 1309 fő volt.
A község istentisztelet céljára készült épülettel nem rendelkezik, ezért az önkormányzata 2011. május 11-én úgy határozott, hogy támogatja Daruszentmiklóson egy – társadalmi közadakozásból és összefogásból elkészülő – ökumenikus templom megépítését.

## Közélete

### Polgármesterei
- 2002–2006: Zeleiné Garda Mária (független)[11]
- 2006–2010: Rauf Norbert (független)[12]
- 2010–2014: Rauf Norbert (független)[13]
- 2014–2019: Rauf Norbert (független)[14]
- 2019–2024: Rauf Norbert (független)[15]
- 2024– : Rauf Norbert (független)[1]

## Népesség
A település népességének változása:
| Lakosok száma | 1302 | 1292 | 1274 | 1341 | 1222 | 1072 | 1080 |
|               | 2013 | 2014 | 2015 | 2021 | 2022 | 2023 | 2024 |

A 2011-es népszámlálás során a lakosok 78%-a magyarnak, 0,8% cigánynak, 0,5% németnek mondta magát (21,9% nem nyilatkozott; a kettős identitások miatt a végösszeg nagyobb lehet 100%-nál). A vallási megoszlás a következő volt: római katolikus 28,4%, református 3,9%, evangélikus 0,4%, görögkatolikus 0,3%, izraelita 0,2%, felekezeten kívüli 30,4% (35,4% nem nyilatkozott).
2022-ben a lakosság 88,1%-a vallotta magát magyarnak, 1,1% németnek, 0,2% cigánynak, 0,2% görögnek, 1,5% egyéb, nem hazai nemzetiségűnek (11,6% nem nyilatkozott; a kettős identitások miatt a végösszeg nagyobb lehet 100%-nál). Vallásuk szerint 20,2% volt római katolikus, 5,4% református, 1,5% evangélikus, 0,5% görög katolikus, 0,1% izraelita, 0,9% egyéb keresztény, 0,3% egyéb katolikus, 33,6% felekezeten kívüli (37,2% nem válaszolt).